# 忍足利彦
忍足 利彦（おしだり としひこ、1960年7月14日 - ）は、日本の著述家。
房日新聞社編集部デスクで、同紙1面コラム「展望台」火曜日、金曜日担当の特別編集委員。山歩きグループ「低名山倶楽部（ひくめいざんくらぶ）」主宰。

## 来歴
千葉県南房総市生まれ。大手電機メーカーエンジニアを経て、1996年、房日新聞入社。
房州（千葉県南部）をテーマに、地元密着型の取材活動を続け、房日新聞に掲載。「房州低名山（ひくめいざん）」、「房州温名湯（ぬくめいとう）」、「房州寂名瀑（じゃくめいばく）」の三部作のほか、移住者31組を追った「房州よいとこ？ 移住者のプロフィール」、三宅島近海のサバ漁に29時間乗船取材した「安房丸 南へ！」、勇退首長の半生を描く「遠藤一郎傳（でん）」などを企画・執筆。
山歩き取材は、継続的に続けるライフワーク。連載「歩く記者」は、随時掲載し、シリーズ35回を超える（2019年6月現在）。「踏切のある風景」「水準点の旅」「鏡ヶ浦 出船入り船」「バス停小話」も執筆担当。

## 著書
- 「安房の校歌と応援歌」（コア刊、1995年）
- 「房州低名山（ひくめいざん）＆温名湯（ぬくめいとう）」（房日新聞社刊、2007年）
- 「房総分水嶺」（崙書房出版刊、2011年）
- 「房州の滝」（房日新聞社刊、2011年）
- 「南総の彫工　初代後藤義光」（コア刊、2013年＝共著）
- 「鋸山　完全ガイド」（冬花社、2015年）
- 「写真アルバム　安房の昭和」（いき出版刊、2017年＝共著）